# Саммерсайд (Огайо)
Саммерсайд (англ. Summerside) — переписна місцевість (CDP) в США, в окрузі Клермонт штату Огайо. Населення — 4941 особа (2020).

## Географія
Саммерсайд розташований за координатами 39°7′7″ пн. ш. 84°17′10″ зх. д. / 39.11861° пн. ш. 84.28611° зх. д. (39.118661, -84.286119).  За даними Бюро перепису населення США в 2010 році переписна місцевість мала площу 5,42 км², з яких 5,40 км² — суходіл та 0,02 км² — водойми.

## Демографія
Згідно з переписом 2010 року, у переписній місцевості мешкали 5083 особи в 2071 домогосподарстві у складі 1354 родин. Густота населення становила 937 осіб/км².  Було 2188 помешкань (404/км²).
Расовий склад населення:
| - 94,6 % — білих - 1,4 % — азіатів - 1,2 % — чорних або афроамериканців - 0,3 % — корінних американців |

До двох чи більше рас належало 1,7 %. Частка іспаномовних становила 2,1 % від усіх жителів.
За віковим діапазоном населення розподілялося таким чином: 24,8 % — особи молодші 18 років, 64,2 % — особи у віці 18—64 років, 11,0 % — особи у віці 65 років та старші. Медіана віку мешканця становила 35,2 року. На 100 осіб жіночої статі у переписній місцевості припадало 87,4 чоловіків;  на 100 жінок у віці від 18 років та старших — 84,7 чоловіків також старших 18 років.
Середній дохід на одне домашнє господарство  становив 62 224 долари США (медіана — 55 896), а середній дохід на одну сім'ю — 67 478 доларів (медіана — 59 858). Медіана доходів становила 48 900 доларів для чоловіків та 40 474 долари для жінок. За межею бідності перебувало 14,2 % осіб, у тому числі 23,0 % дітей у віці до 18 років та 2,8 % осіб у віці 65 років та старших.
Цивільне працевлаштоване населення становило 2322 особи. Основні галузі зайнятості: освіта, охорона здоров'я та соціальна допомога — 22,3 %, виробництво — 16,7 %, фінанси, страхування та нерухомість — 15,2 %.